# Luca Turilli’s Rhapsody
Luca Turilli’s Rhapsody (auch LTRhapsody, LT’s Rhapsody oder einfach Rhapsody) war eine italienische Symphonic-Power-Metal-Band.
Die Gruppe war eine Abspaltung von Rhapsody of Fire (vormals Rhapsody) und wurde 2011 von deren ehemaligen Mitgliedern Luca Turilli, Patrice Guers, Alex Holzwarth sowie Live-Musiker Dominique Leurquin gegründet. 2018 ging sie in der neuen Formation Turilli / Lione Rhapsody auf.

## Geschichte

### Die Anfänge mit Rhapsody
1993 gründete Luca Turilli zusammen mit Alex Staropoli die Symphonic-Power-Metal-Band Rhapsody (später umbenannt in Rhapsody of Fire), die 1997 mit dem Album Legendary Tales debütierte. Es entwickelte sich das bandeigene Genre Film Score Metal. Alle weiteren Alben basierten auf einer von Turilli verfassten Fantasy-Saga, die 2011 mit dem Album From Chaos to Eternity ihren Abschluss fand.

### Die Trennung
Im August 2011 gaben Turilli und Staropoli bekannt, ihre fünfzehnjährige Zusammenarbeit nun freundschaftlich zu beenden, da das Arbeitsklima nicht mehr dem früherer Tage entspreche. Allerdings beschlossen sie, dass beide Bands den Namen Rhapsody beibehalten sollten, um von dessen Ruf profitieren zu können. Staropoli legte sich weiter auf Rhapsody of Fire fest, während Turilli den Bandnamen Luca Turilli’s Rhapsody verwendete. Mit der Aufspaltung beendete Turilli auch seine Solokarriere, um sich ganz auf die neue Band konzentrieren zu können.
Mit Luca Turilli gingen auch der Bassist Patrice Guers und der Live-Gitarrist Dominique Leurquin; Sänger Fabio Lione und Gitarrist Tom Hess blieben bei Alex Staropoli. Der Schlagzeuger Alex Holzwarth wollte bei beiden Bands mitarbeiten. Als neuer Sänger stieß schließlich der Italiener Alessandro Conti zur Band; dieser hatte sein Tenor-Studium an der Corale Lirica Rossini absolviert (wie bspw. auch Luciano Pavarotti).

### Das erste Album
Luca Turilli begann sogleich mit der Komposition des neuen Albums Ascending to Infinity, das, unter Berücksichtigung der bisherigen Alben mit Alex Staropoli, als elftes Album geführt wird. Produziert wurde das Album von Turilli selbst, die Aufnahmen der Schlagzeug-, Bass- und Gesangsparts erfolgten in Sebastian Roeders Backyard Studios in Kempten. Für das Mastering war Christoph Stickel von den Münchener MSM Studios verantwortlich. Sämtliche Orchester-Arrangements stammen von Luca Turilli. Der neue Stil zeichnet sich durch besondere Betonung der Elemente aus der Filmmusik aus, weshalb die neue Genrebezeichnung Cinematic Metal eingeführt wurde. Das Motto der Band lautet dementsprechend „Born to sound cinematic!“. Im Gegensatz zu Rhapsody of Fire wird es keinen roten Faden geben, der die einzelnen Alben miteinander verknüpft; die einzelnen Lieder sind nur lose aufeinander bezogen. In den Texten bedient sich Turilli häufig des Symbolismus.
Schlagzeuger Alex Holzwarth musste feststellen, dass es ihm unmöglich sein würde, bei zwei Bands gleichzeitig zu spielen. Daher beschloss er nach der Fertigstellung des Albums, nur bei Rhapsody of Fire mitzuarbeiten. Zu Luca Turilli stieß als neuer Schlagzeuger Alex Landenburg (Mekong Delta, ex-Axxis).
Ascending to Infinity erschien am 22. Juni 2012; am 10. November startete die europäische Tour im belgischen Charleroi. Dabei wurden sowohl die neuen Lieder, als auch Lieder von den Luca-Turilli-Soloalben und solche aus den alten Rhapsody-Alben gespielt. Die Tour wurde als „Cinematic World Tour“ beworben, die Band versprach in diesem Sinne eine „multivisuelle“ Show. Als zusätzlicher Live-Keyboarder war der Finne Mikko Härkin (ehemals Sonata Arctica) beteiligt. Gitarrist Dominique Leurquin konnte aufgrund einer schweren Verletzung seiner Hand durch eine Kreissäge nicht an der Tour teilnehmen, daher wurden seine Parts durch Samples ersetzt.

### Zweites Album

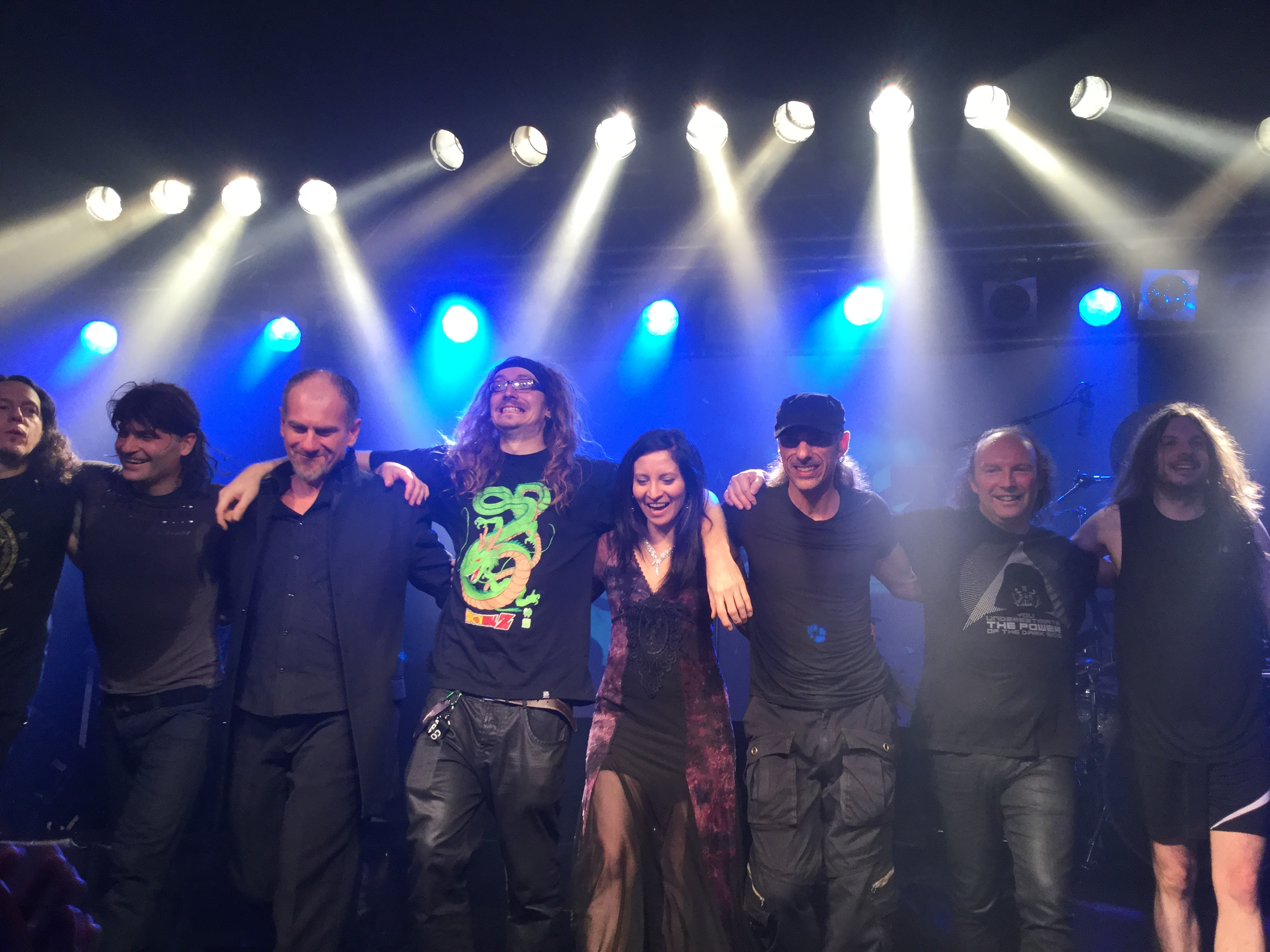
Live-Lineup der Band 2016

Am 24. Januar 2013 wurde angekündigt, dass die Band eine längerfristige Kollaboration mit dem tschechischen Dirigenten Petr Pololanik (mit dem Rhapsody of Fire 2004 bereits das Album Symphony of Enchanted Lands II – The Dark Secret produziert hatte) und seinem mehr als 100 Personen umfassenden Capellen Orchestra & Choir eingegangen ist. Die Band versprach für die Folgemonate „viele künstlerische Überraschungen und spezielle Live- und Studio-Events“. Dabei wurde auch erwähnt, dass das zweite Studioalbum im späten Frühjahr 2014 erscheinen werde, in Zusammenarbeit mit Pololanik und seinem Orchester/Chor. Am 6. November 2013 gab die Band den Arbeitstitel des neuen Albums bekannt: Prometheus – Symphonia Ignis Divinus. Zunächst war das Erscheinen des Albums noch auf Juni/Juli 2014 festgesetzt, doch erst im März 2015 wurde als endgültiger Termin der 19. Juni 2015 bekanntgegeben. Vorab erschien am 24. April die Singleauskopplung Rosenkreuz (The Rose and the Cross). 2016 wurde das Album in einem Dolby-Atmos-Mix neu aufgelegt, zusammen mit dem Live-Doppelalbum Cinematic and Live.

### Reunion-Tour und neue Band
Nachdem Fabio Lione und Alex Holzwarth Ende 2016 gleichzeitig Rhapsody of Fire verlassen hatten, kündigte Luca Turilli für 2017 eine kurzzeitige Reunion anlässlich des 20-jährigen Bandjubiläums an. Die Besetzung für diese 20th Anniversary Farewell Tour umfasste neben Turilli, Lione und Holzwarth auch Patrice Guers und Dominique Leurquin und bezog sich damit auf das Line-up der Band zwischen 2004 und 2011; Gründungsmitglied Alex Staropoli blieb der Reunion allerdings fern. Nach dem Ende der Tournee gab Turilli Mitte 2018 bekannt, die Band auf unbestimmte Zeit ruhen zu lassen und sich neuen Projekten zu widmen. Ende des Jahres gründete er schließlich die neue Gruppe Turilli / Lione Rhapsody, bestehend aus den Bandmitgliedern der Reunion-Tour; als erstes Album erschien Zero Gravity (Rebirth and Evolution) Ende Juni 2019.

## Diskografie

### Alben
| Jahr | Titel                                | Höchstplatzierung, Gesamtwochen, AuszeichnungChartplatzierungen (Jahr, Titel, Platzierungen, Wochen, Auszeichnungen, Anmerkungen) | Höchstplatzierung, Gesamtwochen, AuszeichnungChartplatzierungen (Jahr, Titel, Platzierungen, Wochen, Auszeichnungen, Anmerkungen) | Höchstplatzierung, Gesamtwochen, AuszeichnungChartplatzierungen (Jahr, Titel, Platzierungen, Wochen, Auszeichnungen, Anmerkungen) | Höchstplatzierung, Gesamtwochen, AuszeichnungChartplatzierungen (Jahr, Titel, Platzierungen, Wochen, Auszeichnungen, Anmerkungen) | Anmerkungen              |
| Jahr | Titel                                | DE | CH | IT | FR | Anmerkungen              |
| ---- | ------------------------------------ | --- | --- | --- | --- | ------------------------ |
| 2012 | Ascending to Infinity                | DE32 (1 Wo.)DE | CH55 (1 Wo.)CH | IT56 (3 Wo.)IT | FR84 (1 Wo.)FR | Luca Turilli’s Rhapsody  |
| 2015 | Prometheus – Symphonia Ignis Divinus | DE70 (1 Wo.)DE | CH82 (1 Wo.)CH | IT43 (1 Wo.)IT | FR63 (1 Wo.)FR | Luca Turilli’s Rhapsody  |
| 2019 | Zero Gravity – Rebirth and Evolution | DE51 (1 Wo.)DE | CH43 (1 Wo.)CH | — | FR164 (1 Wo.)FR | Turilli / Lione Rhapsody |

- Prometheus: The Dolby Atmos Experience – Cinematic and Live (2016)

### Singles
- Dark Fate of Atlantis (2012)
- Clash of the Titans (Walking Dead Remix; 2012)
- Rosenkreuz (The Rose and the Cross) (2015)
- Prometheus (2015)
- Il cigno nero [Reloaded] (2015)